# Liste der Baudenkmäler in Apfeldorf

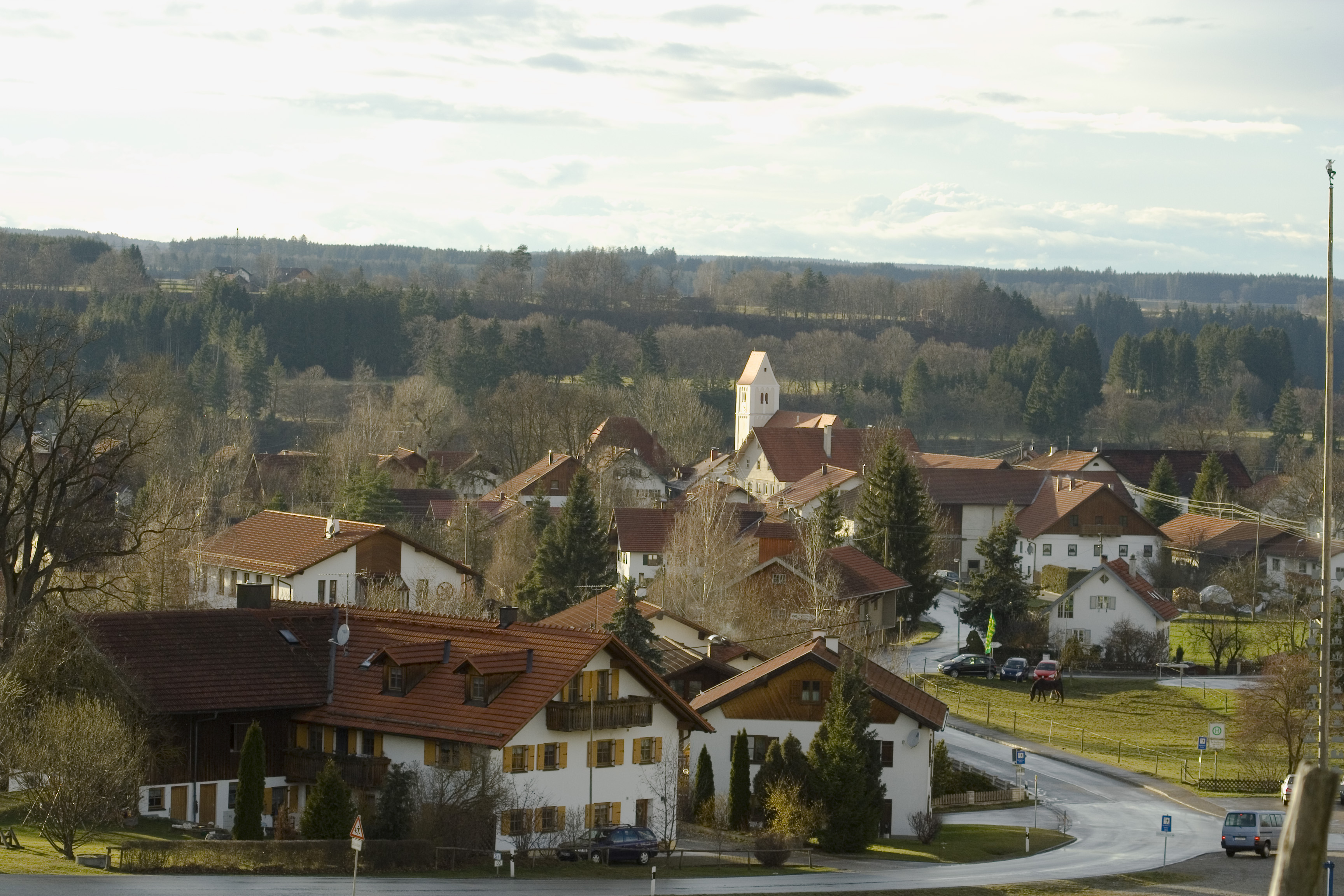
Blick auf Apfeldorf

Auf dieser Seite sind die Baudenkmäler in der oberbayerischen Gemeinde Apfeldorf zusammengestellt. Diese Tabelle ist eine Teilliste der Liste der Baudenkmäler in Bayern. Grundlage ist die Bayerische Denkmalliste, die auf Basis des Bayerischen Denkmalschutzgesetzes vom 1. Oktober 1973 erstmals erstellt wurde und seither durch das Bayerische Landesamt für Denkmalpflege geführt wird. Die folgenden Angaben ersetzen nicht die rechtsverbindliche Auskunft der Denkmalschutzbehörde.

## Baudenkmäler nach Ortsteilen

### Apfeldorfhausen
| Lage                        | Objekt                     | Beschreibung                                                                                    | Akten-Nr.             | Bild                       |
| --------------------------- | -------------------------- | ----------------------------------------------------------------------------------------------- | --------------------- | -------------------------- |
| Lechrainstraße 5 (Standort) | Ehemaliges Kleinbauernhaus | Zweigeschossiger Satteldachbau mit Traufbundwerk, im Kern erste Hälfte 19. Jahrhundert          | D-1-81-111-9 Wikidata | Ehemaliges Kleinbauernhaus |
| Lechrainstraße 5 (Standort) | Kapelle St. Wendelin       | Kleiner Satteldachbau mit polygonaler Apsis, wohl erste Hälfte 18. Jahrhundert; mit Ausstattung | D-1-81-111-8 Wikidata | Kapelle St. Wendelin       |

### Oberapfeldorf
| Lage                | Objekt                     | Beschreibung                                                                                           | Akten-Nr.              | Bild                       |
| ------------------- | -------------------------- | --- | ---------------------- | -------------------------- |
| Gäßele 6 (Standort) | Ehemaliges Kleinbauernhaus | Zweigeschossiger Flachsatteldachbau mit verbrettertem Stallteil, im Kern 18. und Mitte 19. Jahrhundert | D-1-81-111-10 Wikidata | Ehemaliges Kleinbauernhaus |

### Rauhenlechsberg
| Lage                                | Objekt      | Beschreibung                                 | Akten-Nr.              | Bild        |
| ----------------------------------- | ----------- | -------------------------------------------- | ---------------------- | ----------- |
| Nähe Zum Rauhenlechsberg (Standort) | Gedenkstein | Sandsteinpfeiler auf getrepptem Podest, 1859 | D-1-81-111-13 Wikidata | Gedenkstein |

### Unterapfeldorf
| Lage                                    | Objekt                               | Beschreibung | Akten-Nr.             | Bild                              |
| --------------------------------------- | ------------------------------------ | --- | --------------------- | --------------------------------- |
| Flößerstraße 5 Beim Ölmüller (Standort) | Ehemaliges Flößerhaus                | Zweigeschossiger Flachsatteldachbau, im Kern 18. Jahrhundert | D-1-81-111-4 Wikidata | Ehemaliges Flößerhaus             |
| Flößerstraße 6 (Standort)               | Pfarrhaus                            | Zweigeschossiger Walmdachbau mit gerundetem, erhöhtem Vorbau, von Johann Michael Fischer, 1747 bis 1749 Einfriedung, niedrige Tuffsteinmauer mit Pfeilern und Holzzaun, in Teilen erhalten                                                                          | D-1-81-111-5 Wikidata | weitere Bilder                    |
| Flößerstraße 14 a (Standort)            | Ehemaliger Getreidekasten            | Zweite Hälfte 17. Jahrhundert; im Obergeschoss des Nebengebäudes | D-1-81-111-6 Wikidata | Ehemaliger Getreidekasten         |
| Kapellenweg 8 (Standort)                | Kapelle, sogenannte Haldenkapelle    | Einschiffiger Satteldachbau mit kleinem Turm, 1816 Neubau nach Vorbild der alten Haldenkapelle (1739/40) an anderem Standort; mit Ausstattung | D-1-81-111-3 Wikidata | Kapelle, sogenannte Haldenkapelle |
| Kirchplatz 2 (Standort)                 | Katholische Pfarrkirche Heilig Geist | Saalbau mit eingezogenem Polygonalchor und Westturm, im Kern spätgotisch mit spätromanischem Turm, Barockisierung Mitte 18. Jahrhundert, Wölbung des Langhauses 1822; mit Ausstattung Grabkapelle, kleiner Tuffbau mit Satteldach in neuromanischen Formen, um 1870 | D-1-81-111-1 Wikidata | weitere Bilder                    |
| Schulstraße 5, Beim Bandele (Standort)  | Ehemaliges Doppelhaus                | Flachsatteldachbau mit verschaltem Giebel, zweite Hälfte 17. Jahrhundert | D-1-81-111-7 Wikidata | Ehemaliges Doppelhaus             |